# Ji Jili
O conde Ji, também conhecido como rei Ji (embora jamais tenha reinado), foi o segundo governante do estado de Zhou da China Antiga, e precursor da dinastia Zhou.

## Vida
Ji Jili nasceu em algum momento tardio do século XII a.C., sendo o filho mais novo de Danfu e Taijiang. Ele se casou com Tairen, com quem teve ao menos dois filhos. Sendo favorecido por seu pai por suas qualidades pessoais, Jili foi escolhido como herdeiro do estado de Zhou, passando por cima do direito de seus irmãos mais velhos, que por sua vez fugiram para o exílio e fundaram o estado de Wu. Pouco tempo após o nascimento de Ji Chang, o primeiro filho de Jili com Tairen, Danfu morreu e Jili se tornou o segundo conde de Zhou. 
Presumivelmente, o governo de Jili foi curto e dinâmico. Ele abandonou a política pacifista de seu pai e transformou o estado de Zhou numa potência regional. Ele travou inúmeras batalhas com as tribos bárbaras do norte e do oeste, expandindo sua fronteira e capturando muitos chefes inimigos. Ele era destemido e valoroso em combate, e os outros nobres o seguiam como seu líder. Essa situação deixou alarmado o rei Wending da dinastia Shang, que temia que Jili se tornasse poderoso e influente demais e ameaçasse o seu reinado. Ele então convidou Jili para um banquete num lugar remoto chamado Saiku, onde afirmou que lhe daria muitos presentes por seus serviços prestados à casa real, porém quando Jili lá chegou ele sofreu uma emboscada e foi morto traiçoeiramente. Então seu jovem filho Ji Chang assumiu o estado de Zhou.  